# Bowling Green Col
Bowling Green Col är ett bergspass i Antarktis. Det ligger i Östantarktis. Australien gör anspråk på området. Bowling Green Col ligger 1 449 meter över havet.
Terrängen runt Bowling Green Col är varierad. Trakten är obefolkad. Det finns inga samhällen i närheten.